# Заземление (кабельная электросвязь)
Заземление (кабельная электросвязь) — использование Земли в качестве проводника, замыкающего электрическую цепь, в телеграфных и телефонных кабельных линиях связи. При прокладке кабельных линий связи используют лишь один провод для соединения отправительной и приемной станций. В качестве второго провода используется Земля. 

## Сопротивление заземления
Сопротивление заземления практически не зависит от расстояния между станциями и в хороших заземлениях составляет десятки омов и омы, хотя среда между его электродами плохо проводит электричество. Это можно доказать следующим образом. Рассмотрим два шара радиуса {\displaystyle a} , погруженные в безграничную однородную среду с удельной электропроводностью {\displaystyle \lambda } . Будем считать, что расстояние между шарами {\displaystyle r\gg a}. Пусть заряды на шарах равны {\displaystyle +q} и {\displaystyle -q}. Тогда потенциалы {\displaystyle U_{1}={\frac {q}{a}},U_{2}=-{\frac {q}{a}}}. Разность потенциалов или напряжение между шарами есть {\displaystyle U=U_{1}-U_{2}={\frac {2q}{a}}}. Напряженность поля у поверхности каждого шара, выраженная через напряжение, равна {\displaystyle E={\frac {q}{a^{2}}}={\frac {U}{2a}}}. Отсюда находим силу тока через поверхность шара: {\displaystyle i=\int _{S}jds=\lambda \int _{S}Eds=\lambda {\frac {U}{2a}}4\pi a^{2}=2\pi a\lambda U} Следовательно, сопротивление {\displaystyle R} среды между шарами равно {\displaystyle R={\frac {U}{i}}={\frac {1}{2\pi a\lambda }}}. Сопротивление заземления не зависит вовсе от расстояния между заземляющими электродами и определяется только их размерами и удельной электропроводностью среды. Так как напряженность электрического поля значительна только вблизи заземления, поэтому и сопротивление заземления практически зависит только от удельной электропроводности этих участков. Для уменьшения сопротивления заземления, заземляющие электроды закапывают на глубине подпочвенных вод, где электропроводность велика.